# Artemisia arborescens
L'assenzio aromatico (Artemisia arborescens, L., 1763) è una pianta perenne della famiglia delle Asteraceae.
È una pianta sempreverde perenne, con masse di foglie aromatiche bianco-argentee finemente divise e getti laterali di fiori gialli simili a margherite. Questa pianta è coltivata per l'aspetto del suo fogliame e per le sue proprietà aromatiche. Come tutte le specie del genere Artemisia è ricca in oli essenziali, utilizzati in cucina, per la preparazione di liquori e nella medicina tradizionale.
Si trova nelle regioni mediterranee fino ai 1000 m s.l.m., dove si sviluppa in arbusti alti anche più di un metro. Cresce su terreni aridi e incolti, prevalentemente rocciosi.